# Vejice
Vejice este o localitate din comuna Šentjur, Slovenia, cu o populație de 20 de locuitori.